# Estação Urheilupuisto
Urheilupuisto (em sueco:  Idrottsparken) é uma das 30 estações do Metro de Helsínquia. Parte da primeira fase do projecto de expansão a ocidente "Länsimetro", entrou em serviço a 18 de Novembro de 2017.